# Pasquale Paolisso
Pasquale Paolisso (Napoli, 16 marzo 1990) è un ex cestista italiano.

## Carriera
Cresciuto cestisticamente nella Felice Scandone Basket Avellino, fa il suo esordio in A1 nel campionato 2005-06 nell'Air Avellino.
Nel 2008 è stato convocato nella Nazionale Italiana di Basket Under 18.
Nell'ottobre del 2008 rilascia un'intervista in cui dice di pensare al ritiro visto che non viene preso in considerazione da coach Markovski ed il presidente dell'AIR Ecolino non vuole lasciarlo partire.
Nel 2009 decide di abbandonare definitivamente il basket.

## Palmarès
- Coppa Italia: 1

Scandone Avellino: 2008